# Charles Dempsey
Charles Dempsey, né le 4 mars 1921 à Glasgow et mort le 24 juin 2008 à Auckland, était un dirigeant de football néo-zélandais.

## Parcours
Charles Dempsey émigre en 1952 en Nouvelle-Zélande. Il fait partie de la direction de la Fédération de Nouvelle-Zélande de football à partir de 1964. En 1982 il devient président de la Confédération du football d'Océanie (OFC) et en 1996 membre du comité exécutif de la FIFA. Il reste président de l'OFC jusqu'en 2000. Pendant sa présidence, il contribue à la désignation de la Nouvelle-Zélande pour l'organisation de la Coupe du monde de football des moins de 17 ans 1999.
En tant que membre du comité exécutif de la FIFA, il a participé en 2000 à la désignation controversée du pays organisateur de la Coupe du monde de football 2006. Lors du troisième tour de vote décisif pour l'attribution de la Coupe du monde, il s'abstient malgré les instructions de la Confédération du football d'Océanie qui lui demandait de voter pour l'Afrique du Sud. Cette abstention entraîne la victoire de la candidature allemande par une voix d'écart. S'il avait voté pour l'Afrique du Sud au dernier tour, les deux derniers pays se seraient retrouvés à égalité de voix. Et dans un tel cas de figure une victoire de l'Afrique du Sud aurait été probable puisque la désignation du vainqueur serait revenue au président de la FIFA, Sepp Blatter, qui était favorable à la candidature africaine,,. Dempsey expliquera son abstention par la pression insupportable à laquelle il fut soumis lors du vote.
Dempsey quitte ses fonctions à la FIFA après ce vote en 2000, soit deux ans avant la fin de son mandat.